# Кастехон-де-Торнос
Кастехон-де-Торнос (ісп. Castejón de Tornos) — муніципалітет в Іспанії, у складі автономної спільноти Арагон, у провінції Теруель. Населення — 70 осіб (2010).
Муніципалітет розташований на відстані близько 200 км на схід від Мадрида, 80 км на північ від міста Теруель.

## Демографія
Динаміка населення (INE ):